# Fontaine Pradier
Pour les articles homonymes, voir Pradier.
La fontaine Pradier est une fontaine monumentale en marbre inaugurée sur l'esplanade de Nîmes, le 1er juin 1851. Ses créateurs sont l'architecte Charles Questel et le sculpteur James Pradier et elle est inscrite au titre des monuments historiques par arrêté du 16 novembre 1988.

## Description
Il s'agit d'une fontaine monumentale en marbre blanc. Son élément principal, une jeune femme debout, représente de façon allégorique la ville de Nîmes. Celle-ci porte comme couronne les monuments romains emblématiques de la ville : les arènes et la colonnade de la Maison Carrée. 
La statue principale est entourée de quatre statues assises, dont les vasques recueillent l'eau. Ces quatre personnages, deux hommes et deux femmes, représentent quatre cours d'eau majeurs de la région nîmoise : la Fontaine de Nîmes, source mère de la colonie romaine, le Gardon, la Fontaine d'Eure et le Rhône. Chacune de ces représentations est identifiée par son nom latin, gravé sur sa base : Nemausa, Vardo, Ura et Rhodano.

## Galerie

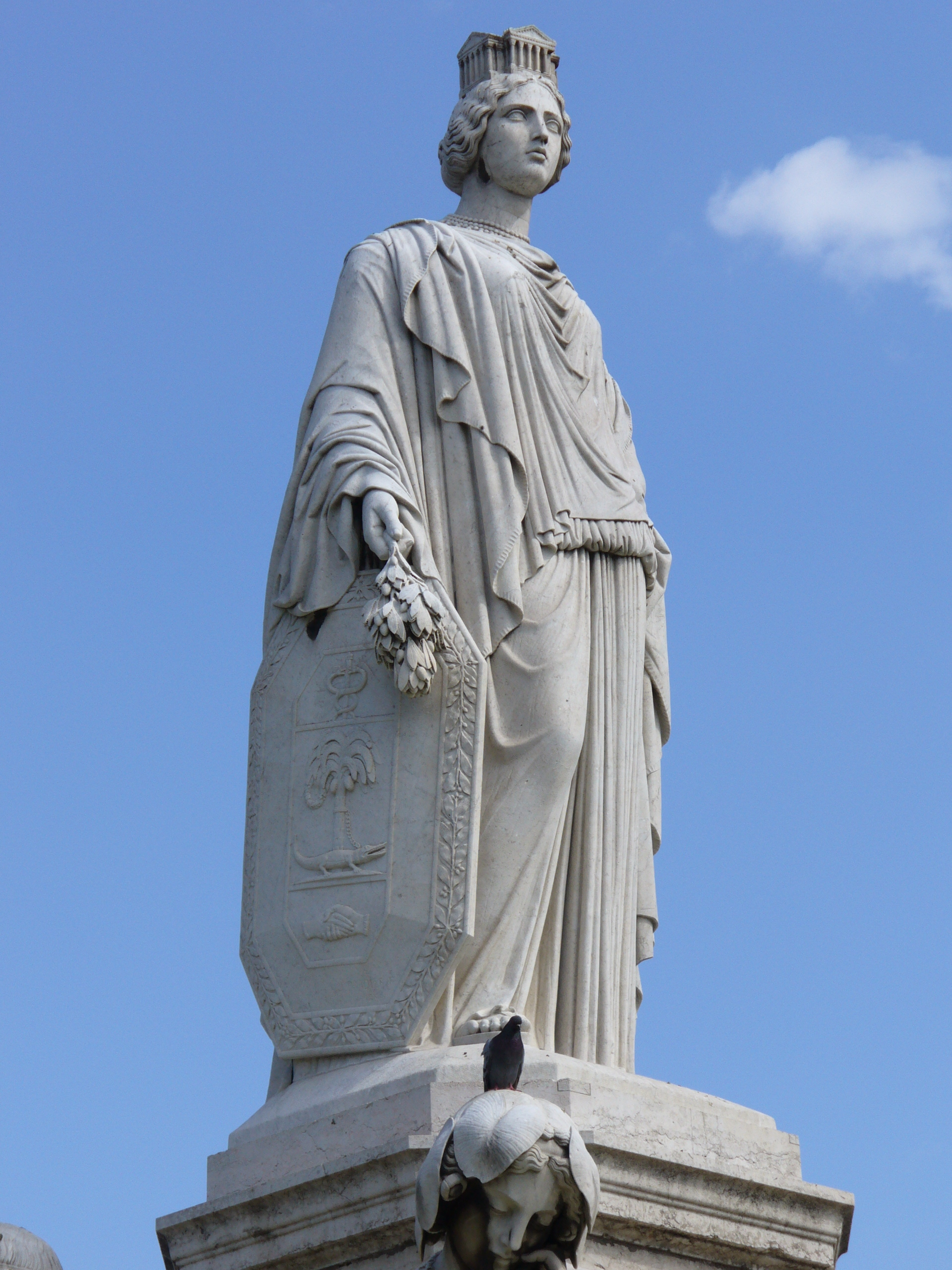
Détail de la fontaine.
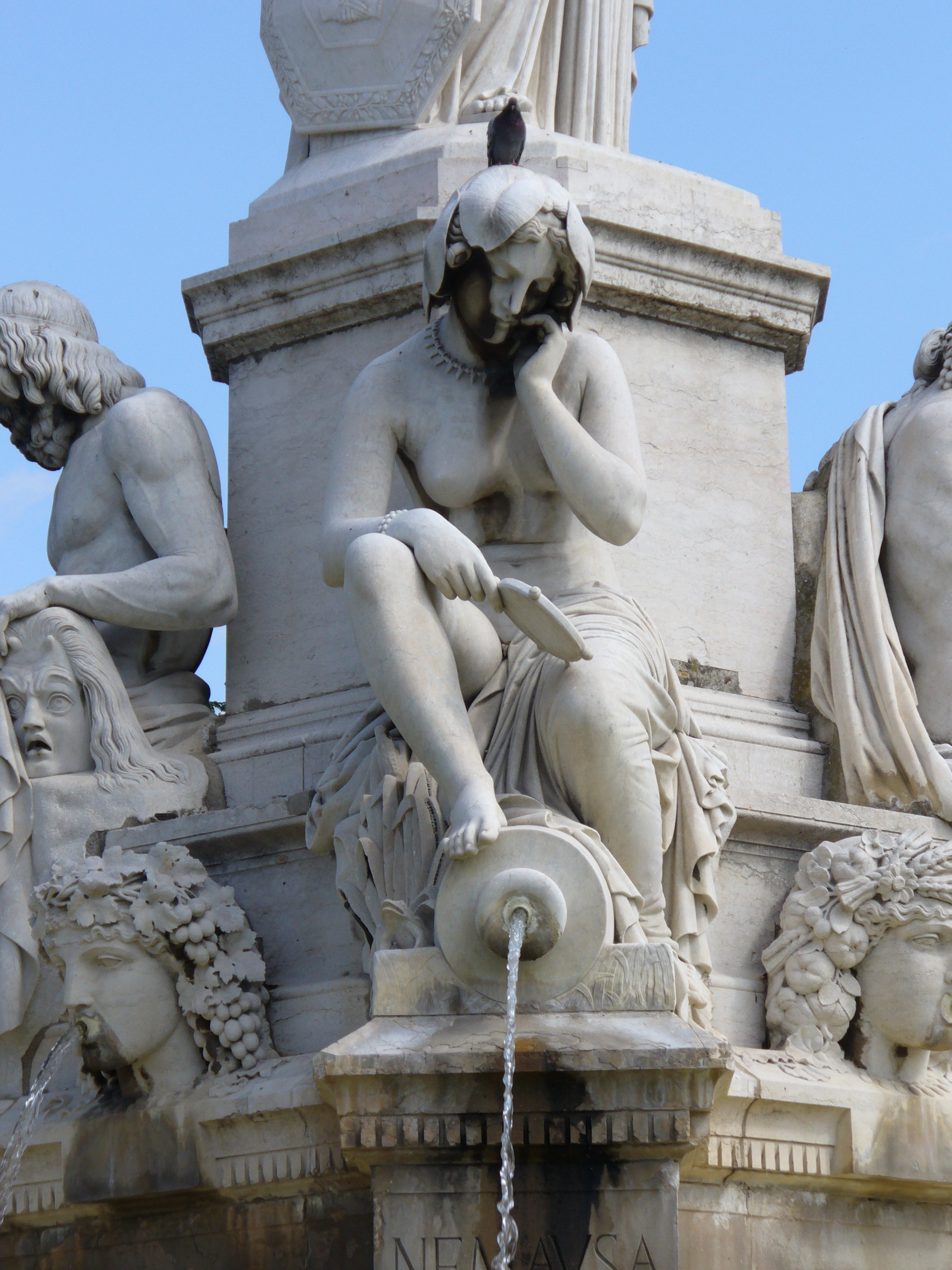
Détail de la fontaine.